# Dicarnosis superba
Dicarnosis superba är en stekelart som beskrevs av Mercet 1921. Dicarnosis superba ingår i släktet Dicarnosis och familjen sköldlussteklar. Inga underarter finns listade i Catalogue of Life.